# Passion selon saint Matthieu
 (juin 2022).
Si vous disposez d'ouvrages ou d'articles de référence ou si vous connaissez des sites web de qualité traitant du thème abordé ici, merci de compléter l'article en donnant les références utiles à sa vérifiabilité et en les liant à la section « Notes et références ».
La Passion selon saint Matthieu (BWV 244) (en latin Passio Domini nostri Jesu Christi secundum Evangelistam Matthæum, c'est-à-dire en français Passion de notre Seigneur Jésus-Christ selon l'Évangéliste Matthieu, connue en allemand sous le nom de Matthäus-Passion) est un oratorio de Bach exécuté probablement pour la première fois le vendredi saint 1727. L'œuvre a été remaniée trois fois. La troisième version, définitive, a été créée en 1736.
Cette Passion selon saint Matthieu, œuvre monumentale en deux parties dont l'exécution dure environ 2 h 45, compte parmi les grandes œuvres de la musique baroque.
En mars 1829, deux chœurs accompagnés d'un orchestre symphonique étaient dirigés par Felix Mendelssohn pour la redécouverte de cette œuvre à Berlin.

## Vue d'ensemble
La Passion, d'inspiration protestante luthérienne, est écrite pour des voix solistes, un double chœur (chœur divisé en deux groupes indépendants) et deux orchestres. Elle allie deux éléments : le texte de l'Évangile et les commentaires. La sobriété relative, très dynamique, de récitatifs chantés par l'Évangéliste, dans lesquels interviennent fréquemment les protagonistes du drame (les personnages impliqués dans l'action ainsi que la foule - turba -, représentée par le chœur, à l'antique), fait donc alterner comme sur une scène de théâtre, le chant soliste et des épisodes choraux très puissants et expressifs. Des arie da capo (airs à reprise), également chantés par les voix solistes, reviennent sur chaque moment important. De nombreux chorals luthériens, magnifiquement harmonisés par Bach, installent le tout dans la liturgie protestante du jour de la Passion (le Vendredi saint). Pour des raisons aussi bien dramatiques que liturgiques, Bach fait parfois s'entremêler ces éléments, dans une rencontre entre différents plans, ou comme des liens qu'il établit entre le ciel et la terre.
La compassion, la passion pour l'autre, et l'abandon à la douleur constituent l'idée maîtresse de l'œuvre. Qu'elles soient de joie ou de peine, amères ou libératrices, toute l'œuvre paraît baigner dans les larmes : cf. par exemple le célèbre air d'alto, très italien (Erbarme dich, mein Gott, « Aie pitié, mon Dieu », no 39), chanté après que l'apôtre Pierre, sous l'emprise de la peur, a renié trois fois le Christ, et s'est mis à « pleurer amèrement » (fin du récitatif de l'Évangéliste : « und weinete bitterlich »), au souvenir de l'annonce qui lui avait été faite, par le Christ, de ce reniement.
Bach a composé également une Passion selon saint Jean, qui est donnée plus fréquemment : elle est plus courte et ne nécessite qu'un seul chœur au lieu de deux. Bach avait apparemment le projet d'écrire quatre Passions correspondant aux différents récits, par les quatre Évangélistes, de la dernière Cène (dernier repas) et de l'institution de l'Eucharistie, de l'arrestation, de la condamnation à mort et de la Crucifixion de Jésus.

## Création et histoire des différentes représentations de l'œuvre
L'œuvre a été entendue pour la première fois à l'église Saint-Thomas de Leipzig où Bach exerça la charge de maître de chapelle de 1723 jusqu'à sa mort en 1750. Plusieurs autres exécutions eurent lieu au même endroit, respectivement le 11 avril 1727, le 15 avril 1729, le 30 mars 1736 et le 23 mars 1742. À chaque fois, elles y reçurent un mauvais accueil. Leipzig était une cité protestante (luthérienne) marquée par un piétisme qu'on pourrait imaginer hostile aux effets dramatiques et à la puissance d'émotion de cette musique. Mais on aurait tort car les librettistes de Bach, désireux d'être à la mode, faisaient tous preuve d’un sentimentalisme proche du piétisme naissant, ; la principale raison est en fait à l'inverse : pour les employeurs de Bach, son art, largement polyphonique et contrapuntique, représentait surtout le passé… Nous le percevons tout autrement : chez lui en réalité, les traditions d'écriture issues de l'époque médiévale se mêlent constamment aux conceptions italianisantes propres à l'ère baroque, synthétisant ainsi plusieurs siècles de musique européenne, ce qui pouvait dérouter des oreilles ou des esprits trop ancrés dans le présent. Bach mettait les deux esthétiques — passablement opposées — au service de son œuvre et des différents chemins qu'elle emprunte, Soli Deo Gloria (« À la gloire de Dieu seul »), selon la formule luthérienne qu'il reprenait couramment pour signer sa musique.
Deux ans après la première audition de sa première version, Bach y apporte quelques retouches, « …sans doute en prenant en compte le résultat sonore de la première audition, et parce qu’il ne pouvait jamais s’empêcher d’amender ses œuvres pour les améliorer… » La version définitive se caractérise par des adjonctions qui transforment la structure de l’œuvre. La figure de Jésus est maintenant beaucoup plus entourée par les autres protagonistes : le centre de la Passion ne se situe plus dans la comparution face à Pilate, mais sur la croix et sur ce qui se passe au pied de celle-ci.  Plusieurs morceaux de cette Passion ont servi à Bach pour constituer la musique funèbre qu’il fit exécuter à Coethen, lors du service commémoratif du prince Leopold.
Comme bien d'autres œuvres, la partition ne sera redonnée qu'un siècle plus tard, le 11 mars 1829 grâce aux efforts de Felix Mendelssohn qui dirigea l'Académie de Chant (Singakademie) de Berlin après avoir obtenu l'accord quelque peu réticent de son directeur Carl Friedrich Zelter, pourtant grand zélateur de Bach. Pour la reprise de cette œuvre oubliée depuis longtemps, Mendelssohn, qui dirigeait d'un piano, effectua de nombreuses adaptations : partition abrégée de plus d'un tiers, chœur de  158 chanteurs, orchestre symphonique complet, partition largement révisée, changements de tessitures, travail de l'expressivité à la mode romantique… C'était donc une restitution bien éloignée de l'interprétation originale dont la tradition s'était perdue, mais cependant une grande nouveauté qui entraîna une redécouverte durable de Bach.
Au XXe siècle, la Passion fut donnée et enregistrée par des chœurs et des orchestres dirigés par les plus grands chefs, Wilhelm Furtwängler, Karl Richter, Herbert von Karajan, Otto Klemperer, Hermann Scherchen, Michel Corboz, Nikolaus Harnoncourt, Gustav Leonhardt, Willem Mengelberg, Helmuth Rilling, Georg Solti, John Eliot Gardiner, Frans Brüggen, Philippe Herreweghe, Masaaki Suzuki, et au XXIe siècle par Riccardo Chailly, Kurt Masur, René Jacobs et plusieurs autres, proposant des nuances d'interprétations intéressantes.

## Analyse

### Le récit des dernières heures et de la mort du Christ mis en musique
La Passion selon saint Matthieu est avant tout un ensemble de textes entendus au cours d'un office, qui décrivent ou commentent une action. L'art mis en œuvre est donc d'inspiration religieuse (et même directement liturgique) et lyrique.
Le texte principal existait depuis les débuts du christianisme. C'est le récit du dernier repas, de l'arrestation, du jugement, de la condamnation à mort et de la crucifixion de Jésus, le Christ, ainsi qu'il est constamment nommé dans l'œuvre. Ce récit est tiré de la fin de l'Évangile selon Matthieu, plus exactement les chapitres 26 et 27. Le chapitre 28, le dernier, n'a pas été retenu. Il va sans dire que Bach a, à son tour, médité et interprété à sa manière l'ensemble de ces textes pour pouvoir les mettre en musique.

### La base: un récitatif chanté
Puisque, dans le cadre d’un office religieux, Bach ne pouvait pas faire entendre le texte de la Passion comme sur un théâtre, il adopte la forme d’un drame sonore, un oratorio, sorte d’opéra pour l’église (ou, à tout le moins, de scène liturgique), sans réellement de mise en scène. Dans le cas présent, ce genre musical doit amener à méditer sur les dernières heures de la vie de Jésus, présenté, tout au long du texte, comme ayant une nature à la fois humaine et divine.
Le texte de l’Évangile de Matthieu, tient en six pages (dans une traduction allemande du grec) et il est en prose. Bach a choisi de le restituer intégralement. Il le confie à un même chanteur (l’« Évangéliste »), sur une ligne musicale qui met constamment l’accent sur certains mots ou sur certaines nuances du récit et met ainsi en valeur chaque détail de l’action. Les personnages (ou groupes de personnages) qui sont évoqués peuvent intervenir à leur tour. C’est le principe du récitatif. Selon la dynamique du moment, le chant peut être simplement soutenu ou ponctué d’accords du continuo, presque obligatoirement présent (violoncelle, orgue ou - plus rarement choisi car il s’agit de musique religieuse - clavecin), auquel Bach peut ajouter un élément extérieur, les cordes de l’orchestre : ces différents épisodes s’opposent, avec souplesse et rapidité. Tout cela contribue évidemment à permettre une meilleure écoute. On s’aperçoit en fait qu’elle est loin d’être ardue. Elle peut être encore plus aisée si on s’initie un peu à l’allemand et, bien sûr, au sens d’un des écrits fondateurs du christianisme. Comme tout compositeur baroque, Bach est très attaché à la signification du texte qu’il se propose de faire chanter, et qu’il va donc traduire musicalement au plus près des mots et de ce qu’ils transmettent. Dans le discours (la rhétorique) baroque, texte et musique sont toujours intimement liés. Un exemple caractéristique, et surprenant, est l’insistante appoggiature qui termine l’œuvre : le si longuement superposé au do, faisant dissonance avant résolution, symbolise la pierre qui referme lentement le tombeau (à la fin du dernier chœur, à l'orchestre).

### La multiplicité et la richesse des moyens employés
Bach ajoute à la simple déclamation chantée d'autres couches de musique qui donnent à l'œuvre une ampleur considérable, une étoffe qui oppose ses contrastes dramatiques à la relative sobriété de cette première ligne.
On peut énumérer ces différentes couches, qui viennent s'ajouter à la ligne de base et l'enrichir.
1. Il fait donc chanter toutes les paroles rapportées dans le récit par des voix différentes, ou encore par tout un chœur. Des chanteurs solistes assument donc les rôles de Jésus, Pierre, Judas, Ponce Pilate, la femme de Pilate, des témoins...
2. Il introduit des pauses dans la lecture, sous la forme de chorals liturgiques harmonisés pour 4 voix, qui introduisent l'assemblée comme personnage participant au drame. Ce sont les réactions, les commentaires de cette assemblée des croyants. Ils sont sensibles à l’histoire et comprennent son sens. Ils interviennent sur des phrases littéraires et musicales très calmes et intériorisées, qui peuvent aussi bien être très affirmées. En fonction des différents moments de l'œuvre, la mise à quatre voix de ces mélodies contraste parfois avec leur simplicité d'origine. Ces chorals peuvent être compris comme de grandes respirations chantées par tout le chœur mais ils permettent d'abord à l'assemblée des fidèles de participer à l'action et de lui donner son sens. Ces chorals sont au nombre de douze. Parfois composés par Luther lui-même, ils sont à la base de la liturgie musicale "protestante" allemande (comme le chant grégorien dans la liturgie catholique, mais sont, toutefois, d'un caractère très différent). Le choral luthérien des XVIe et XVIIe siècles est à l'origine d'une musique proprement allemande, de même que le chant grégorien et ses dérivés l'avaient été depuis les débuts du Moyen-Âge pour la musique d'Europe occidentale.
3. Bach introduit des commentaires chantés appelés aria(s) (ou arie, en italien) à chaque tournant de l’histoire. Le récit est interrompu par un chanteur qui livre son émotion et sa réflexion. Le plus souvent, le chant est d'abord annoncé dans un petit air intermédiaire, semi-déclamé, qu'on appelle un arioso. Il résume la situation, et introduit au chant qui va suivre. Ces textes sont dus au poète Picander. Il y a quinze arias et dix ariosos en tout dans la Passion. La plupart sont chantés par des voix seules.
4. Le récit de la Passion est précédé d’une grande "ouverture" chantée par les deux chœurs. À ceux-ci se superpose le choral O Lamm Gottes, unschuldig (Ô agneau de Dieu, innocent), chanté à l'unisson par un chœur d'enfants. Les phrases de ce choral, égrainées une à une, en valeurs longues, à la manière d'un cantus firmus, représentent le sommet de cette construction contrapuntique, La première partie de l'œuvre est clôturée par un nouvel épisode choral. La seconde partie est également introduite par le(s) chœur(s), et l’œuvre s'achève sur un grand chœur final, précédé par un court adieu de chaque soliste au Christ.
5. Bach utilise les deux chœurs, qu'il fait entendre l'un après l'autre ou les deux ensemble, comme deux groupes qui se mêlent ou qui peuvent aussi s'unir complètement.

### Structure de laPassion
Légende :
- Dans la première colonne sont indiquées les différentes parties de la Passion qui portent chacune un numéro permettant de s'orienter dans l'œuvre. Il y a 68 parties. Le terme exact est 68 numéros. Les numéros sont parfois décomposés en sous-sections. Une petite lettre est alors ajoutée au numéro.
- La deuxième colonne indique la trame principale : le récit de la Passion mis en musique. Elle est en marron, lorsque le récit est déclamé par le narrateur ou par l'un des personnages de l'action. Elle est en vert lorsque tout un chœur intervient.
- La troisième colonne recense en rouge toutes les arias (arie en italien, les airs chantés) ajoutés au récit principal, le plus souvent précédés de leurs annonces, les ariosi (pluriel italien d’arioso…), en orange. Pour chaque aria est précisé le type de voix, et s'il est accompagné d'un chœur.
- La quatrième colonne indique en bleu clair les interventions du chœur de croyants qui réagissent à l'histoire, par les chorals, ainsi qu’en violet le seul moment où sa colère éclate. Elle mentionne également en bleu foncé le chœur d'ouverture, le final de la première partie, ainsi que le grand chœur final, précédé en gris d'une sorte de dernier récitatif/arioso où chaque type de voix (chaque personnage) apparaît tour à tour.

| Numéro                                           | Récit | Arias             | Chœurs de croyants |
| 1                                                |       |                   | CHŒUR D'OUVERTURE  |
| LE PARFUM DÉPENSÉ                                |       |                   |                    |
| 2                                                | EVAN  |                   |                    |
| 3                                                |       |                   |                    |
| 4a                                               |       |                   |                    |
| 4b                                               |       |                   |                    |
| 4c                                               |       |                   |                    |
| 4d                                               |       |                   |                    |
| 4e                                               |       |                   |                    |
| 5                                                |       | Alto              |                    |
| 6                                                |       | Alto              |                    |
| LE DERNIER REPAS : LA SAINTE CÈNE                |       |                   |                    |
| 7                                                |       |                   |                    |
| 8                                                |       | Soprano           |                    |
| 9a                                               |       |                   |                    |
| 9b                                               |       |                   |                    |
| 9c                                               |       |                   |                    |
| 9d                                               |       |                   |                    |
| 9e                                               |       |                   |                    |
| 10                                               |       |                   |                    |
| 11                                               |       |                   |                    |
| 12                                               |       | Soprano           |                    |
| 13                                               |       | Soprano           |                    |
| LA VEILLÉE AU MONT DES OLIVIERS ET L'ARRESTATION |       |                   |                    |
| 14                                               |       |                   |                    |
| 15                                               |       |                   |                    |
| 16                                               |       |                   |                    |
| 17                                               |       |                   |                    |
| 18                                               |       |                   |                    |
| 19                                               |       | Ténor & chœur     |                    |
| 20                                               |       | Ténor & chœur     |                    |
| 21                                               |       |                   |                    |
| 22                                               |       | Basse             |                    |
| 23                                               |       | Basse             |                    |
| 24                                               |       |                   |                    |
| 25                                               |       |                   |                    |
| 26                                               |       |                   |                    |
| 27a                                              |       | Sop, alt, & chœur |                    |
| 27b                                              |       |                   |                    |
| 28                                               |       |                   |                    |
| 29                                               |       |                   | FINAL 1re PARTIE   |
| (deuxième partie)                                |       |                   |                    |
| L'INTERROGATOIRE                                 |       |                   |                    |
| 30                                               |       | Alto & chœur      |                    |
| 31                                               |       |                   |                    |
| 32                                               |       |                   |                    |
| 33                                               |       |                   |                    |
| 34                                               |       | Ténor             |                    |
| 35                                               |       | Ténor             |                    |
| 36a                                              |       |                   |                    |
| 36b                                              |       |                   |                    |
| 36c                                              |       |                   |                    |
| 36d                                              |       |                   |                    |
| 37                                               |       |                   |                    |
| 38a                                              |       |                   |                    |
| 38b                                              |       |                   |                    |
| 38c                                              |       |                   |                    |
| 39                                               |       | Alto              |                    |
| 40                                               |       |                   |                    |
| LA CONDAMNATION                                  |       |                   |                    |
| 41a                                              |       |                   |                    |
| 41b                                              |       |                   |                    |
| 41c                                              |       |                   |                    |
| 42                                               |       | Basse             |                    |
| 43                                               |       |                   |                    |
| 44                                               |       |                   |                    |
| 45a                                              |       |                   |                    |
| 45b                                              |       |                   |                    |
| 46                                               |       |                   |                    |
| 47                                               |       |                   |                    |
| 48                                               |       | Soprano           |                    |
| 49                                               |       | Soprano           |                    |
| 50a                                              |       |                   |                    |
| 50b                                              |       |                   |                    |
| 50c                                              |       |                   |                    |
| 50d                                              |       |                   |                    |
| 50e                                              |       |                   |                    |
| 51                                               |       | Alto              |                    |
| 52                                               |       | Alto              |                    |
| LA CRUCIFIXION                                   |       |                   |                    |
| 53a                                              |       |                   |                    |
| 53b                                              |       |                   |                    |
| 53c                                              |       |                   |                    |
| 54                                               |       |                   |                    |
| 55                                               |       |                   |                    |
| 56                                               |       | Basse             |                    |
| 57                                               |       | Basse             |                    |
| 58a                                              |       |                   |                    |
| 58b                                              |       |                   |                    |
| 58c                                              |       |                   |                    |
| 58d                                              |       |                   |                    |
| 58e                                              |       |                   |                    |
| 59                                               |       | Alto              |                    |
| 60                                               |       | Alto & chœur      |                    |
| 61a                                              |       |                   |                    |
| 61b                                              |       |                   |                    |
| 61c                                              |       |                   |                    |
| 61d                                              |       |                   |                    |
| 61e                                              |       |                   |                    |
| 62                                               |       |                   |                    |
| 63a                                              |       |                   |                    |
| 63b                                              |       |                   |                    |
| 63c                                              |       |                   |                    |
| 64                                               |       | Basse             |                    |
| 65                                               |       | Basse             |                    |
| 66a                                              |       |                   |                    |
| 66b                                              |       |                   |                    |
| 66c                                              |       |                   |                    |
| 67                                               |       |                   | Bas, tén, alt, sop |
| 68                                               |       |                   | GRAND CHŒUR FINAL  |

### Origine des chorals
La Passion selon saint Matthieu comporte de nombreux chorals, qu'il est assez intéressant d'étudier en détail car caractéristiques d'un style et de l'époque. Chacun d'entre eux est bâti autour d'une mélodie, généralement prise dans des chants spirituels ou empruntée à la liturgie protestante, sur laquelle sont chantées une ou plusieurs strophes de cantiques traditionnels ; enfin le compositeur construit l'harmonisation du choral en ajoutant trois autres voix qu'il écrit sous la mélodie (celle-ci étant, dans cette musique, à la voix la plus aiguë du chœur, chantée par les sopranos). On précisera ainsi pour chaque choral le cantique d'origine ainsi que la mélodie utilisée, dans leur ordre d'apparition :
1. Herzliebster Jesu, was hast du verbrochen (Jésus bien-aimé, quel est donc ton crime) : 1re strophe d'un cantique de Johann Heermann, mélodie de Johann Crüger
2. Ich bin's, ich sollte büßen (C'est moi, je devais en payer le prix) : 5e strophe du cantique O Welt, sieh hier dein Leben de Paul Gerhardt
3. Erkenne mich, mein Hüter (Reconnais-moi, mon Maître[note 2]) : 5e strophe de O Haupt voll Blut und Wunden (Ô tête couverte de sang et de blessures) de Paul Gerhardt, célèbre et récurrente mélodie provenant du Herzlich tut mich verlangen de Hans Leo Hassler (publié en 1601 dans le recueil profane Lustgarten neuer teutscher Gesäng) et simplifiée ensuite par Johann Crüger pour en faire un choral.
4. Ich will hier bei dir stehen (Je veux rester à tes côtés): 6e strophe du O Haupt voll Blut und Wunden de Gerhardt, mélodie du Herzlich tut mich verlangen de Hassler
5. Was mein Gott will, das g'scheh allzeit (Que la volonté de mon Dieu puisse toujours s'accomplir) : 1re strophe d'un cantique d'Albert de Brandebourg (dernier grand maître de l’ordre Teutonique et premier duc héréditaire de Prusse)
6. O Mensch, bewein dein Sünde groß (O Homme, pleure ton grand péché) : 1re strophe d'un cantique de Sebald Heyden, mélodie de Matthias Greitter ; la Passion selon saint Jean de 1725 commençait par ce grand choral, qui a ensuite été remplacé par le célèbre Herr, unser Herrscher
7. Mir hat die Welt trüglich gericht (Le monde m'a trompé) : 5e strophe du cantique In dich hab ich gehoffet, Herr (En toi j'ai espéré, Seigneur) d'Adam Reissner
8. Wer hat dich so geschlagen (Qui t'a ainsi frappé) : 3e strophe du O Welt, sieh hier dein Leben de Paul Gerhardt, mélodie du O Welt, sieh hier dein Leben de Heinrich Isaac
9. Bin ich gleich von dir gewichen (Si je suis bientôt séparé de toi) : 6e strophe du Werde munter, mein Gemüte de Johann Rist, mélodie du Werde munter, mein Gemüthe de Johann Schop
10. Befiehl du deine Wege (Confie ton chemin) : 1re strophe d'un cantique de Paul Gerhardt, mélodie de Hans Leo Hassler
11. Wie wunderbarlich ist doch diese Strafe (Comme ce châtiment est étonnant !) : 4e strophe du Herzliebster Jesu de Johann Hermann
12. O Haupt voll Blut und Wunden (Ô tête couverte de sang et de blessures) : deux premières strophes du cantique de Paul Gerhardt, mélodie du Befiehl du deine Wege de Hans Leo Hassler
13. Wenn ich einmal soll scheiden (Si un jour je dois partir) : de nouveau le O Haupt voll Blut und Wunden de Paul Gerhardt, ici la 9e strophe ; mélodie de Hans Leo Hassler

## Discographie
Une émission La Tribune des critiques de disques sur France Musique a été consacrée en 2021 à la comparaison de plusieurs enregistrements, le préféré des critiques étant alors celui de Nikolaus Harnoncourt, chez Teldec, en 2001.
Les informations listées ci-dessous mentionnent respectivement :
- le chef d'orchestre, la maison de disque, l'année de l’enregistrement ;
  - l'orchestre et le chœur (et parfois son deuxième chœur) ;
  - les solistes, dans l'ordre : l'Évangéliste, Vox Christi, soprano, alto ou contralto, ténor (si différent), baryton ou basse

### Sur instruments modernes
- Otto Klemperer, EMI, 1962
  - Philharmonia Orchestra et Chorus
  - Solistes : Peter Pears, Dietrich Fischer-Dieskau, Elisabeth Schwarzkopf, Christa Ludwig, Nicolai Gedda, Walter Berry

- Herbert von Karajan, Deutsche Grammphon, 1973
  - Berliner Philharmoniker, Wiener Singverein, Chor der Deutschen Oper Berlin ;
  - Solistes : Peter Schreier, Dietrich Fischer-Dieskau, Gundula Janowitz, Christa Ludwig, Horst Laubenthal (de), Walter Berry et Anton Diakov

- Karl Münchinger, Decca Ovation, 1965
  - Stuttgarter Kammerorchester, Stuttgarter Hymnus-Chorknaben ;
  - Solistes : Peter Pears, Hermann Prey, Elly Ameling, Marga Höffgen, Fritz Wunderlich, Tom Krause.
- Karl Richter, Archiv Produktion, 1958
  - Münchener Bach-Orchester, Münchener Bach-Chor, Münchener Chorknaben (Chœur d'enfants) ;
  - Solistes : Ernst Haefliger, Kieth Engen, Max Proebstl (de), Irmgard Seefried, Hertha Töpper, Dietrich Fischer-Dieskau, Antonia Fahberg (de)

Premier enregistrement par Karl Richter. Enregistré à la Salle d'Hercule (de) (Salle de concert), Munich, Allemagne.
- Karl Richter, Unitel / Deutsche Grammophon, 1971
  - Münchener Bach-Orchester, Münchener Bach-Chor, Münchner Chorbuben (de) (Chœur d'enfants de Munich - strictement composé de garçons) ;
  - Solistes : Peter Schreier, Ernst Gerold Schramm (de), Siegmund Nimsgern, Helen Donath, Julia Hamari, Horst Laubenthal (de), Walter Berry. Organiste : Elmar Schloter (de).

Filmé et enregistré au Bavaria Film Studios (Studios de Bavière), Munich, Allemagne.
- Charles Munch, enregistrement d'un concert, 26 mars 1959
  - Boston Symphony, Harvard Glee Club, Radcliffe Choral Society ;
  - Solistes : Saramae Endich, Florence Kopleff, Hugues Cuénod, Mack Harrell, James Joyce

Enregistré au Symphony Hall, Boston

### Sur «instruments d'époque»
- Nikolaus Harnoncourt, Teldec, 1970
  - Concentus Musicus Wien, le chœur de garçons des Regensburger Domspatzen, les voix d'hommes du King's College Choir (le Chœur du King's College)
  - Solistes : Kurt Equiluz, Karl Ridderbusch, soprano-garçons solistes des Wiener Sängerknaben (Petits Chanteurs de Vienne), Paul Esswood, Tom Sutcliffe, James Bowman, Nigel Rogers, Max van Egmond, Michael Schopper

Premier enregistrement à utiliser des instruments d'époque
- Johan van der Meer, Groningse Bachvereniging, 1973
  - Leonhardt Consort, , Altarus-Ensemble, Musica da Camera, Groningse Bachvereniging
  - Solistes : Marius van Altena, Max van Egmond, trois solistes du Tölzer Knabenchor, René Jacobs, Harry Geraerts, Michiel ten Houte de Lange, Frits van Erven Dorens, Harry van der Kamp. Organistes: Ton Koopman and Bob van Asperen
- Philippe Herreweghe, Harmonia Mundi, 1985
  - La Chapelle Royale, Collegium Vocale Gent
  - Solistes : Howard Crook, Ulrik Cold, Barbara Schlick, René Jacobs, Hans-Peter Blochwitz, Peter Kooy
- John Eliot Gardiner, Archiv Produktion, 1989
  - English Baroque Soloists, Monteverdi Choir
  - Solistes : Anthony Rolfe Johnson, Andreas Schmidt, Barbara Bonney, Anne Sofie von Otter, Michael Chance, Howard Crook, Olaf Bär
- Gustav Leonhardt, Deutsche harmonia mundi, 1989
  - La Petite Bande, Tölzer Knabenchor, chœur d'hommes de La Petite Bande
  - Solistes : Christoph Prégardien, Max van Egmond, membres du Tölzer Knabenchor, René Jacobs, David Cordier, Markus Schäfer, John Elwes, Klaus Mertens, Peter Lika
- Ton Koopman, Erato, 1993
  - De Nederlandse Bachvereniging, Amsterdam Baroque Orchestra
  - Solistes : Guy de Mey, Peter Kooy, Barbara Schlick, Kai Wessel, Christoph Prégardien, Klaus Mertens
- Stephen Cleobury, Brilliant Classics / Regis, 1994
  - Choir of King's College Cambridge, Chœur du Jesus College Cambridge, Brandenburg Consort (Roy Goodman, Directeur)
  - Solistes : Rogers Covey-Crump, Michael George, Emma Kirkby, Michael Chance, Martyn Hill, David Thomas
- Frans Brüggen, Philips, 1996
  - Boys’ Choir of St Bavo's Cathedral, Haarlem & Nederlands Kamerkoor, Orchestra of the Eighteenth Century
  - Solistes : Nico van der Meel, Kristinn Sigmundsson, sopranos: María Cristina Kiehr, Mona Julsrud, contraltos: Claudia Schubert, Wilke te Brummelstroete, ténors: Ian Bostridge, Toby Spence, basses: Peter Kooy, Harry van der Kamp
- Jos van Veldhoven, Channel Classics, 1997
  - De Nederlandse Bachvereniging
  - Solistes : Gerd Türk, Geert Schmits, Johannette Zomer, Andreas Scholl, Hans-Jorg Mammel, Peter Kooy
- Philippe Herreweghe, Harmonia Mundi, 1998
  - Collegium Vocale Gent
  - Solistes : Ian Bostridge, Franz-Josef Selig, Sibylla Rubens, Andreas Scholl, Werner Güra, Dietrich Henschel
- Masaaki Suzuki, BIS, 1999
  - Bach Collegium Japa
  - Solistes : Gerd Türk, Peter Kooy, Nancy Argenta, Robin Blaze, Makoto Sakurada, Chiyuki Urano
- Heinz Hennig, Thorofon Apr 2000
  - Knabenchor Hannover & Thomanerchor Leipzig (direction: Georg Christoph Biller) / Akademie für Alte Musik Berlin & Barockorchester L'ARCO
  - Solistes : Gerd Türk, Hanno Müller-Brachmann, Elisabeth Scholl, Nathalie Stutzmann, Andreas Karasiak, Thomas Mohr
- Nikolaus Harnoncourt, Teldec, 2001. Enregistrement récompensé par le Grammy Award pour la meilleure performance chorale Gramophone magazine et "Best Baroque Vocal Recording"
  - Concentus Musicus Wien, Arnold Schoenberg Chor, Wiener Sängerknaben
  - Solistes : Christoph Prégardien, Matthias Goerne, Dorothea Röschmann, Michael Schade, Elisabeth von Magnus, Markus Schäfer, Dietrich Henschel, Christine Schäfer, Jan Leibnitz, Oliver Widmer, Bernarda Fink
- Enoch zu Guttenberg, Farao Classics, 2003
  - Orchester der Klangverwaltung, Chorgemeinschaft Neubeuern, Tölzer Knabenchor
  - Solistes : Marcus Ullmann, Klaus Mertens, Anna Korondi, Anke Vondung, Werner Güra, Hans Christoph Begemann
- Ton Koopman, Challenge Classics, 2006
  - Amsterdam Baroque Orchestra & Choir
  - Solistes : Jörg Dürmüller, Ekkehard Abele, Cornelia Samuelis, Bogna Bartosz, Paul Agnew, Klaus Mertens
- Jos van Veldhoven, Channel Classics, 2010
  - De Nederlandse Bachvereniging, Kampen Boys Choir
  - Solistes : Gerd Türk, Geert Schmits, Amaryllis Dieltiens, Siri Thornhill, Tim Mead, Matthew White, Julian Podger, Charles Daniels, Peter Harvey, Sebastian Noack
- René Jacobs, Harmonia Mundi, 2013
  - Akademie für Alte Musik Berlin, RIAS Kammerchor, Staats- und Domchor Berlin
  - Solistes : Sunhae Im, Bernarda Fink, Werner Güra, Topi Lehtipuu, Johannes Weisser, Konstantin Wolff
- Peter Dijkstra, BR Klassik, 2014
  - Chor des Bayerischen Rundfunks, Regensburger Domspatzen, Bavarian Radio Symphony Orchestra
  - Solistes: Karina Gauvin, Gerhild Romberger, Maximilian Schmitt, Julian Prégardien, Michael Nagy, Karl-Magnus Fredriksson
- Raphaël Pichon - Harmonia Mundi, 2022
  - Ensemble Pygmalion, Maîtrise de Radio France
  - Solistes : Julian Prégardien, Stéphane Degout, Sabine Devieilhe, Hana Blažiková, Lucile Richardot, Tim Mead, Reinoud Van Mechelen, Emiliano Gonzalez Toro, Christian Immler